# На заре жизни
«На заре жизни» — мемуары Елизаветы Николаевны Водовозовой. Рукопись авторизованного списка I главы хранится в Государственном архиве Российской Федерации (ф. 1167, оп. 1, ч. 1). Остальная часть рукописей утеряна.

## Содержание
Мемуары состоят из трёх частей.
Первая часть рассказывает о жизни мелкопоместного дворянства Смоленской губернии.
Вторая охватывает период обучения Водовозовой в Смольном институте благородных девиц.
Третья часть описывает жизнь и деятельность кружков 1860-х годов.
В мемуары включены в переаботаном виде более ранние произведения, включая
«К. Д. Ушинский и В. И. Водовозов. Из воспоминаний институтки»,
«Дореформенный институт и преобразования К. Д. Ушинского»,
«Среди петербургской молодёжи шестидесятых годов»,
«Из давнопрошедшего», 
«В. А. Слепцов»,
«В. И. Семевский».

## Издания
Первое издание вышло в 1911 году. Несколько раз переиздавалась в популярном изложении для детей и юношества. Полные издания вышли в издательствах «Художественная литература» (1964 год) и «Книговек» (2018 год).